# Albert Rolant
Albert Rolant (* 28. Juli 1928 in Freiburg im Breisgau; † 30. November 2020 in Wien) war ein deutscher Schauspieler und Hörspielsprecher.

## Leben
In Deutschland geboren, hatte Albert Rolant seinen beruflichen Mittelpunkt in Österreich, wo er zunächst das Wiener Max Reinhardt Seminar absolvierte. In der Spielzeit 1962/63 war Rolant am Theater in der Josefstadt engagiert, von 1964 bis 1996 gehörte er dem Volkstheater an. Hier spielte er in Stücken wie Höllenangst, Der Verschwender, Charleys Tante, Minna von Barnhelm, Der Biberpelz oder dem Faust.
Sein Kameradebüt gab Rolant 1964 in der Rolle des Kriminalinspektors Rudi Berntner, den er zunächst in sieben Folgen der in Österreich ausgestrahlten Krimiserie Oberinspektor Marek verkörperte, ab 1970 dann in den Wiener Tatort-Beiträgen an der Seite von Fritz Eckhardt, Kurt Jaggberg und Lieselotte Plauensteiner als ermittelndes Team. Hierdurch konnte sich Rolant auch beim bundesdeutschen Publikum eine große Popularität verschaffen. 1973 besetzte Fritz Eckhardt ihn in zwei Folgen seiner Serie Hallo – Hotel Sacher … Portier!.
Daneben wurde Rolant auch häufig als Sprecher in Hörspielproduktionen des ORF eingesetzt.

## Filmografie
- 1964–1970: Oberinspektor Marek
- 1971: König Johann
- 1973: Hallo – Hotel Sacher … Portier! (2 Folgen als Dr. Recknagel)
- 1974: Gegen Torheit gibt es kein Mittel
- 1989: Heiteres Bezirksgericht – Ziehende Wolken
- Tatort
  - 1971: Mordverdacht
  - 1972: Die Samtfalle
  - 1973: Frauenmord
  - 1974: Mord im Ministerium
  - 1975: Urlaubsmord
  - 1976: Annoncen-Mord
  - 1977: Der vergessene Mord
  - 1978: Mord im Krankenhaus
  - 1979: Mord im Grand-Hotel
  - 1980: Mord auf Raten
  - 1981: Mord in der Oper
  - 1982: Mordkommando
  - 1983: Mord in der U-Bahn

## Hörspiele
- 1959: Das Gastmahl des Petronius – Autor: Kurt Kusenberg – Regie: Hermann Brix
- 1964: Giovanni Ravella und die Frauen – Autor und Regie: Alfred Hartner
- 1965: Die natürliche Tochter – Autor: Johann Wolfgang von Goethe – Regie: Otto Ambros
- 1966: Unman, Wittering und Zigo – Autor: Giles Cooper – Regie: Otto Ambros
- 1967: Ein Abend zu dritt – Autorin: Lotte Ingrisch – Regie: Hans Krendlesberger
- 1969: Heiraten ist immer ein Risiko – Autor: Saul O’Hara – Regie: Heinz Payer
- 1974: Total Eclipse – Autor: Christopher Hampton – Regie: Fritz Zecha
- 1974: Das vierte Gebot – Autor: Ludwig Anzengruber – Regie: Hans Krendlesberger
- 1974: Die verhängnisvolle Faschingsnacht – Autor: Johann Nestroy – Regie: Uwe Berend
- 1975: Das sonderbare Telefon – Autor: Christian Bock – Regie: Peter Hey
- 1975: Die Bürger von Calais – Autor: Georg Kaiser – Regie: Uwe Berend
- 1978: Die Affen des Kaisers – Autor und Regie: Helmut Schwarz
- 1980: Die Überlebende – Autor: Bernard Mazéas – Regie: Hans Krendlesberger
- 1980: Nebeneinander – Autor: Georg Kaiser – Regie: Helmut Schwarz
- 1981: Erhebung einer Vorgeschichte – Autor: Bernd Hackländer – Regie: Wolf Neuber
- 1982: Wirkung in die Ferne – Autor: Hermann Bahr – Regie: Frank Michael Weber
- 1993: Die letzte Blume des Sommers – Autor: Luko Paljetak – Regie: Robert Matejka